# 496 (liczba)
496 (czterysta dziewięćdziesiąt sześć) – liczba naturalna następująca po 495 i poprzedzająca 497.

## 496 w matematyce
Jest to trzecia, po 6 i 28, liczba doskonała, powiązana z liczbą Mersenne’a 31, oraz trzydziesta pierwsza liczba trójkątna oraz szesnasta liczba sześciokątna. 496 nie może być zapisana jako suma trzech kwadratów.

## 496 w astronomii
- planetoida (496) Gryphia
- galaktyka NGC 496